# El Parralejo
El Parralejo es una ganadería brava española, fundada en el año 2007 por el empresario José Moya Sanabria con reses de Jandilla; es habitual verla en las ferias más destacadas de la temporada taurina española. Desde el año 2017 las reses pastan en la finca “Monte San Miguel”, situada en el término municipal de Aracena, en la provincia de Huelva; está inscrita en la Unión de Criadores de Toros de Lidia.

## Historia de la ganadería
El empresario José Moya Sanabria forma su ganadería en el año 2007 ayudado por Rafael Molina Candau, hijo del también ganadero Javier Molina, con la compra 51 vacas de Jandilla y otras 74 de Fuente Ymbro, ambos lotes con dos sementales cada uno; de esta manera, se crea la actual ganadería de El Parralejo. Dada su procedencia, el encaste referente es el de Juan Pedro Domecq en la línea de Jandilla, referente a su vez dentro del encaste y que ha dado lugar a diversas ganaderías dentro del panorama taurino español. Es habitual la presencia de El Parralejo en las plazas y ferias más destacadas de España, como son Valencia, San Sebastián, Pamplona, Madrid,  Jaén y Sevilla. Toma antigüedad el 11 de mayo de 2015 al lidiar su primera novillada picada completa en Madrid, en un cartel formado por los entonces novilleros Gonzalo Caballero, Fernando Rey y Francisco José Espada.

### Toros célebres
- Cantaor: novillo eral indultado en Alicante el 19 de junio de 2018 por el novillero de la escuela taurina alicantina Cristian Expósito.[8][9]
- Malandar: indultado por Rafael Serna en Zalamea la Real el 31 de agosto de 2019, cortándole las dos orejas y el rabo de forma simbólica.[10][11][12]
- Bribón, novillo indultado en Sanlúcar de Barrameda el 29 de mayo de 2021 por Pablo Páez, quien recibió las dos orejas y el rabo simbólicos.[13]
- Jurista, toro lidiado en la Maestranza de Sevilla el 28 de abril de 2022, que le permitió a Daniel Luque salir por la Puerta del Príncipe, tras cortarle las dos orejas y haber cortado ya una primera oreja en su primer toro, siendo el toro ovacionado en el arrastre.[14]

## Características
La ganadería está conformada con reses de Encaste Juan Pedro Domecq procedentes de Jandilla. Atienden en sus características zootécnicas a las que recoge como propias de este encaste el Ministerio del Interior:
- Toros elipométricos y eumétricos, más bien brevilíneos con perfiles rectos o subconvexos, con una línea dorso-lumbar recta o ligeramente ensillada; y la grupa, con frecuencia, angulosa y poco desarrollada y las extremidades cortas, sobre todo las manos, de radios óseos finos.
- Bajos de agujas, finos de piel y de proporciones armónicas, bien encornados, con desarrollo medio, y astifinos, pudiendo presentar encornaduras en gancho. El cuello es largo y descolgado, el morrillo bien desarrollado y la papada tiene un grado de desarrollo discreto.
- Sus pintas son negras, coloradas, castañas, tostadas y, ocasionalmente, jaboneras y ensabanadas, estas últimas por influencia de la casta Vazqueña. Entre los accidentales destaca la presencia del listón, chorreado, jirón, salpicado, burraco, gargantillo, ojo de perdiz, bociblanco y albardado, entre otros.

## Premios y reconocimientos
- 2017: Premio “Paco Apaolaza” a la ganadería más completa lidiada en Guipúzcoa, haciendo mención especial al encierro lidiado en San Sebastián, siendo la primera corrida de toros que lidiaba la ganadería desde su creación.[16][17]
- 2019: Premio “La Torre de Guadarrama” a la mejor ganadería de la feria taurina de Guadarrama 2019.[18][19]